# Emil Perels

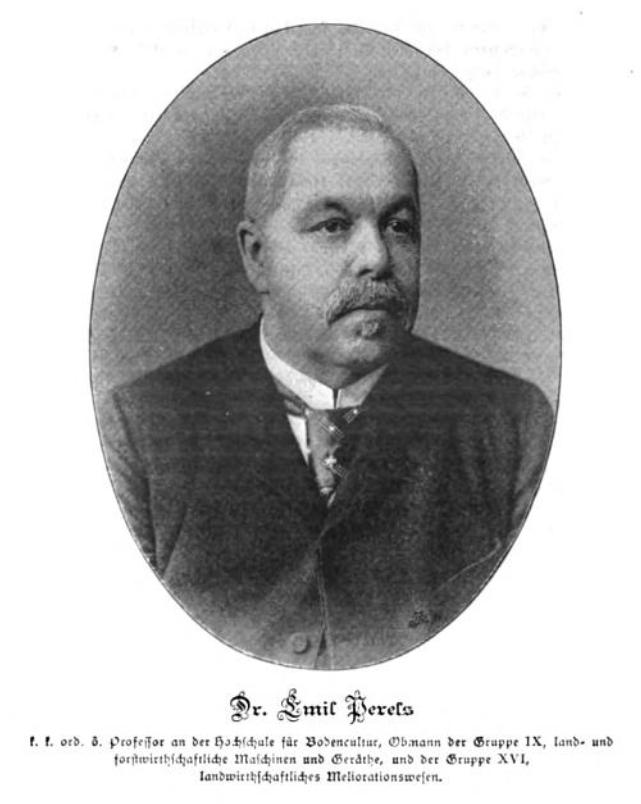
Dr. Emil Perels
„k. k. ord. 3. Professor an der Hochschule für Bodencultur, Obmann der Gruppe IX, land- und forstwirthschaftliche Maschinen und Geräthe, und der Gruppe XVI, landwirthschaftliches Meliorationswesen“

Emil Perels (* 9. Juli 1837 in Berlin; † 4. September 1893 in Niederdorf (Südtirol)) war ein deutscher Landtechniker. Er lehrte landwirtschaftliches Maschinenwesen an der Martin-Luther-Universität Halle-Wittenberg und an der Hochschule für Bodenkultur in Wien (BOKU) und hat das Fachgebiet Landtechnik zu einer agrarwissenschaftlichen Disziplin ausgebaut.

## Leben
Emil Perels, Sohn eines Uhrmachermeisters, besuchte nach der Reifeprüfung ab 1856 das Berliner Gewerbeinstitut. 1859 erwarb er dort das Diplom als Maschinenbauingenieur. Seine beruflichen Interessen galten fortan der Landwirtschaft. Er wollte landwirtschaftliche Konstrukteure ausbilden und sie mit Fachliteratur versorgen. Ab 1862 veröffentlichte er Broschüren über Geräte zur Bodenbearbeitung, über Dampfpflüge und Dreschmaschinen, die seinen späteren Ruf als Ingenieurwissenschaftler begründeten. Gemeinsam mit dem Kaufmann  Carl Mitscher gründete er 1863 eine „Fabrik für Dampfdreschmaschinen und Lokomobilen“, doch musste er aus wirtschaftlichen Gründen das Unternehmen nach zwei Jahren wieder schließen.
1866 habilitierte sich Perels an der Berliner Gewerbeakademie, einem Vorläufer der Technischen Hochschule Berlin. Zwei Semester lang hielt er hier als Privatdozent Vorlesungen über landwirtschaftliche Maschinentechnik. 1867 folgte er einem Ruf an die Universität Halle. Hier war er an dem von Julius Kühn geleiteten Landwirtschaftlichen Universitätsinstitut der erste Wissenschaftler für landwirtschaftliches Maschinenwesen. Zunächst als Lektor angestellt, wurde er 1871 zum außerordentlichen Professor ernannt. Der unbefriedigende akademische Status in Halle bewog ihn jedoch 1873 einen Ruf an die Hochschule für Bodenkultur in Wien anzunehmen. Hier wirkte er als ordentlicher Professor für Maschinen- und Meliorations-Ingenieurwesen bis zu seinem frühen Tod im 57. Lebensjahr. Er starb an einem Schlaganfall in seinem Urlaubsort Niederdorf (Südtirol).

## Werk
Perels war der erste Ingenieur in Deutschland, der landwirtschaftliches Maschinenwesen an einer Universität lehrte und das Fachgebiet zu einer agrarwissenschaftlichen Disziplin erhob. Das Leitmotiv als Hochschullehrer war für ihn stets die enge Verknüpfung von Landwirtschaft und Technik. Er regte die Gründung von Prüfungsstationen für Landmaschinen an und forderte eine strenge Material- und Qualitätskontrolle. Einen Namen als fachkompetenter Landtechniker machte er sich jedoch vor allem als Buchautor. Das aus mehreren Broschüren erwachsene zweibändige Handbuch des landwirthschaftlichen Maschinenwesens (1879/80) gehört heute zu den klassischen Werken der landtechnischen Fachliteratur. 
Neben seinen Aktivitäten als Landmaschinentheoretiker und -praktiker wandte sich Perels in Österreich verstärkt auch der Kulturtechnik zu. Nachhaltig förderte er die Ausbildung von Meliorationsingenieuren. Sein Handbuch des landwirthschaftlichen Wasserbaues (1877, 1884) gilt als eine profunde Darstellung der Ent- und Bewässerungstechnik und hat das Fachgebiet Kulturtechnik als wissenschaftliche Disziplin nachhaltig aufgewertet. 
Perels genoss hohes Ansehen an der Hochschule für Bodenkultur in Wien. 1877 wurde er zum Dekan der landwirtschaftlichen Sektion und für die Amtsperioden 1880/81 sowie für 1886/87 zum Rektor dieser Hochschule gewählt. Auch in der internationalen Fachwelt galt er als anerkannter Wissenschaftler. Er war u. a. Mitglied des Wissenschaftlichen Komitees des Kaiserlich Russischen Ministeriums der Reichsdomänen. Der preußische König verlieh ihm den Kronenorden vierter Klasse.
Zu seinem Ehren wurde ein Gebäude der BOKU nach ihm benannt.

## Wichtigste Fachbücher
- Handbuch zur Anlage und Konstruction landwirthschaftlicher Maschinen und Geräthe, für Maschinenfabrikanten, Konstrukteure, für Studierende der Technik etc. .... Acht Einzelhefte, Verlag Costenoble Jena 1882-1866. – Als vollständig überarbeitete 2. Auflage ebd. unter dem Titel Handbuch des landwirthschaftlichen Maschinenwesens. Für Landwirthe und Maschinentechniker, sowie zum Gebrauche an landwirthschaftlichen und technischen Schulen. 2 Bände, Jena 1879 und 1880.
- Rathgeber bei Wahl und Gebrauch landwirthschaftlicher Geräte und Maschinen. Abriß der landwirthschaftlichen Geräthe- und Maschinenkunde für den praktischen Landwirth. Verlag Parey Berlin 1867: 6. Aufl. ebd. 1889; weitere Auflagen, teilweise unter verändertem Titel, herausgegeben von Wilhelm Strecker. 7. Aufl. ebd. 1897; 12. Aufl. ebd. 1922 = Thaer-Bibliothek Bd. 21.
- Die Mähemaschinen. Zum Gebrauche für praktische Landwirthe, Maschinenfabrikanten und Ingenieure. Verlag Costenoble Jena 1869.
- Die Dampfbodenkultur. Vortrag gehalten im Club der Landwirthe zu Berlin, am 4. Januar 1870. Verlag Wiegandt & Hempel Berlin 1870.
- Die Anwendung der Dampfkraft in der Landwirthschaft. Für Landwirthe, Maschinenfabrikanten, Ingenieure, sowie zum Gebrauche an landwirthschaftlichen und technischen Schulen. Buchhandlung des Waisenhauses Halle 1872.
- Die Trockenlegung versumpfter Ländereien mit besonderer Berücksichtigung der Drainage. Berlin 1874.
- Handbuch des landwirthschaftlichen Wasserbaues.Verlag Parey Berlin 1877; 2. neubearb. Aufl. ebd. 1884.
- Handbuch des landwirthschaftlichen Transportwesens. Verlag Costenoble Jena 1882.